# 東ティモール再建国民会議
東ティモール再建国民会議（ひがしティモールさいけんこくみんかいぎ、葡：Conselho Nacional de Reconstrução do Timor、英：National Congress for Timorese Reconstruction、略称はCNRT）は、東ティモールの政党。
シャナナ・グスマン初代大統領が結成した。2007年4月30日、首都ディリで開かれた結党大会（約600名参加）でグスマンを党首に指名。5月9日にフレティリンのルオロ党首と大統領選決選投票で対決するラモス・オルタ首相も出席し、共闘を鮮明にした。事務局長には、デオニシオ・バボを選出（ホルタ陣営の選対幹部）。この大会では、フレティリンや民主党などから脱党し、合流したものもいた。
2007年6月30日に行われた議会選挙では、18議席を獲得し、議会第2党になった（第1党は与党東ティモール独立革命戦線の21議席）。同年8月8日、反フレティリンで一致した4党（37議席）による連立政権が発足し、グスマンは首相となった。
2018年5月に議会選挙が行われた結果、人民解放党・クンツで組んだ政党連合「変化と進歩のための同盟」が第1党となり、全議席の半分以上を獲得し、東ティモール再建国民会議は、2017年9月以来、与党へと返り咲いた。